# Sport Luanda e Benfica
L'Sport Luanda e Benfica, usualment anomenat Benfica de Luanda o simplement Benfica, és un club de futbol de la ciutat de Luanda, Angola.
El seu nom prové del club portuguès de l'Sport Lisboa e Benfica, amb el qual comparteix els colors i el logotip. Es fundà amb el nom de Sport Luanda e Benfica, canviant posteriorment a Saneamentos Rangol, retornant al nom original l'any 2000.

## Palmarès
- Copa angolesa de futbol: [3]
  - 2014
- Supercopa angolesa de futbol: 
  - 2007